# 松前慶広
松前 慶広（まつまえ よしひろ、旧字体：松󠄁前󠄁 慶廣）は、戦国時代から江戸時代初期にかけての戦国大名。蝦夷地松前藩の初代藩主。官位は従五位下民部大輔、志摩守、伊豆守。

## 生涯

### 家督相続
天文17年9月3日（1548年）、蠣崎季広の三男として大館（徳山館）にて誕生。南条広継の正室となっていた姉に永禄4年（1561年）、長兄・蠣崎舜広が、翌年（1562年）、次兄・明石元広が相次いで毒殺されたため、天正10年（1582年）、父・季広の隠居により家督を継いで当主となる。

### 安東氏からの独立と蝦夷支配の確立
出羽国比内郡の浅利氏解体など宗家・安東家（愛季）の勢力拡大に協力し安東家中での発言力を確保した。天正18年（1590年）に豊臣秀吉が小田原征伐を終え奥州仕置を始めると、主家・安東実季の上洛に蝦夷地代官として帯同した。慶広は前田利家らに取りいって、同年12月 （1591年1月）、秀吉に謁見を果たすと、所領を安堵と同時に従五位下・民部大輔に任官された。これにより名実共に蝦夷管領の流れを汲む安東氏からの独立を果たしたとみられている。慶広は天正18年9月（1590年10月）に津軽海峡を渡り、同年末（西暦では翌年初め）に上洛している。
天正19年（1591年）、南部地方で九戸政実の乱が起きると、豊臣秀吉の命により国侍として討伐軍へ参加した。『三河後風土記』には、アイヌが用いた毒矢が大変な威力であることが記されている。
文禄2年（1593年）1月に肥前国名護屋城で兵を率いて朝鮮出兵前の秀吉に謁見した。秀吉は「狄の千島の屋形」が遠路はるばる参陣してきたことは朝鮮征伐の成功の兆しであると喜び、従四位下・右近衛権少将に任じようとするが、慶広はこれを辞退した。慶広は代わりに蝦夷での徴税を認める朱印状を求め、秀吉はこれを認めると共に志摩守に任じた。慶広は朱印状を領民に示すと共に、アイヌを集めてアイヌ語に翻訳し、自分の命に背くと秀吉が10万の兵で征伐に来ると伝え、全蝦夷地（樺太、北海道）の支配を確立した。

### 徳川政権期
慶長3年（1598年）に秀吉が死去すると、徳川家康と誼を通じた。慶長4年（1599年）、家康への臣従を示すものとして「蝦夷地図」を献上した。また、アイヌ語「マトマエ」由来の地名である「松前」に因んで慶広とその子供たちのみ苗字を松前に改めた。慶長5年（1600年）には家督を長男・盛広に譲り、盛広も従五位下・若狭守を賜ったが、その後も慶広が政務を司った。慶長8年（1603年）には江戸に参勤して百人扶持を得た。慶長9年（1604年）、家康より黒印制書を得てアイヌ交易の独占権を公認され、さらに従五位下伊豆守に叙位・任官された。これらを以って、松前氏を大名格とみなし、慶広を松前藩の初代藩主とするが、正式な家格は交代寄合である。
慶長14年（1609年）に猪熊事件が起きて左近衛少将・花山院忠長が蝦夷・上ノ国に配流された。慶広は忠長を城下の福山（松前）で賓客として厚遇した。忠長は5年で津軽へ移されるが、京都の公家に誼を得たことで、松前家には以後累代に渡って公家との婚姻が続き、松前家の格を高めると共に、松前に京都の公家文化をもたらした。
慶長15年（1610年）と慶長17年（1612年）の二回にわたり、徳川家康に海狗腎（オットセイ）を献上している（『当代記』）。
慶長20年（1615年）の大坂夏の陣には徳川方として参陣した。なお、慶長19年（1614年）に豊臣氏に通じたとして、親豊臣派であった四男・由広を誅殺している。
元和2年5月（1616年）、剃髪して海翁と号した。10月12日に死去。享年69。長男・盛広は早世していたため、嫡孫である盛広の長男・公広が後を継いだ。

## その他
姓の松前は、五大老の徳川家康の旧姓・松平の「松」と前田利家の「前」から取っているというのは俗説である。

## 系譜
父母
- 蠣崎季広（父）
- 伝妙院 ー 河野季通の娘（母）

正室
- 村上季儀の娘

側室
- 斎藤宗繁の娘

子女
- 松前盛広（長男）生母は正室
- 松前忠広（次男）生母は正室
- 松前利広（三男）
- 松前由広（四男）
- 松前景広[11]（六男）生母は斉藤氏（側室）
- 松前安広（七男）生母は斉藤氏（側室）
- 喜庭直信室後に津軽信建正室
- 松前次広
- 松前満広
- 下国広季室

## 家臣
- 厚谷季貞
- 蠣崎正広
- 蠣崎基広
- 工藤祐種
- 河野季通
- 近藤義武
- 小平季遠
- 斎藤実繁
- 斎藤直政
- 佐藤季連
- 佐藤季平
- 下国重季
- 下国直季
- 下国師季
- 長門広益
- 南条広継
- 新井田広貞
- 三関広久
- 村上季儀
- 村上忠儀

## 関連作品

### 小説
- 今村翔吾『風の中のレラ』（『戦国武将伝 東日本編』収録、PHP研究所、2023年）